# 關屋實
關屋 實（せきや みのる、1918年〈大正7年〉6月29日 - 1996年〈平成8年〉1月29日）は、日本の薬学者（薬品製造化学）。勲等は勲三等。学位は薬学博士（東京大学・1950年）。静岡薬科大学名誉教授、社団法人日本薬学会有功会員。姓の「關」は「関」の旧字体、名の「實」は「実」の旧字体のため、関屋 實（せきや みのる）、關屋 実（せきや みのる）、関屋 実（せきや みのる）とも表記される。
武田化学薬品株式会社、和光純薬工業株式会社を経て、神戸女子薬科大学薬学部助教授、静岡薬科大学薬学部教授、静岡薬科大学学長事務取扱などを歴任した。

## 概要
薬品製造化学を専攻する薬学者である。蟻酸アンモニウムによる還元反応の研究では、日本における先駆者とされている。また、カフェインの新たな合成法を開発したことでも知られている。武田化学薬品、和光純薬工業を経て、神戸女子薬科大学や静岡薬科大学にて教鞭を執り、後進を育成した。静岡薬科大学の学長が急逝した際には、学長事務取扱に就任して大学を率いた。

## 来歴

### 生い立ち
1918年（大正7年）6月29日に生まれた。長じて金沢医科大学の附属薬学専門部に進学した。在学中は鵜飼貞二の門下として指導を受けた。1940年（昭和15年）3月に附属薬学専門部を卒業した。
なお、1950年（昭和25年）論文『還元的アチルアミン化』により東京大学から薬学博士の学位を授与されている。

### 薬学者として
1940年（昭和15年）4月、武田化学薬品に採用された。太平洋戦争終結後、武田化学薬品は和光純薬工業に改組されたが、そのまま引き続き1950年（昭和25年）7月まで勤務した。
和光純薬工業退職後、神戸女子薬科大学に採用され、1950年（昭和25年）9月に薬学部の助教授として着任する。その後、静岡薬科大学に転じ、1953年（昭和28年）4月に薬学部の教授として着任した。薬学部においては、薬品製造化学教室を主宰した。薬品製造化学教室には矢内原昇、伊藤敬一、阿知波一雄、といった教員が所属し、学生の指導に当たった。また、学長の伊藤四十二が急逝した折には、後任の学長として上尾庄次郎が選任されるまでの間、学長事務取扱を務めていた。1984年（昭和59年）3月、静岡薬科大学を定年退職した。
静岡薬科大学を退職後、これまでの功績に鑑みて1984年（昭和59年）4月に名誉教授の称号が授与された。また、これまでの功績が評価され、1991年（平成3年）には勲三等旭日中綬章が授与された。1996年（平成8年）1月29日に死去した。

## 研究
専門は薬学であり、薬品製造化学をはじめとする分野の研究に従事した。具体的には、医薬品の工業的生産技術の研究・開発に取り組んでいた。特に蟻酸アンモニウムによる還元反応の研究で知られている。この研究に日本でいち早く取り組んだことから、薬学者の矢内原昇から「我が国におけるギ酸アンモニウム塩による還元反応の先駆者」と評されている。また、カフェインの新しい合成法を開発したことでも知られている。「加圧水素下の還元的フォルミルアミン化の研究」の業績が評価され、1956年（昭和31年）4月には日本薬学会奨励賞が授与されている。1983年（昭和58年）7月には宮田専治学術振興会学術賞を授与されている。
学術団体としては、日本薬学会などに所属していた。日本薬学会においては、1967年（昭和42年）4月に評議員となり、1977年（昭和52年）4月には理事に就任しており、1978年（昭和53年）4月には東海支部の支部長となった。これまでの業績により、1988年（昭和63年）4月に有功会員の称号が授与された。

## 人物
交遊
薬学者の矢内原昇は、教員として關屋の下で30年以上にわたって勤務していた。矢内原がペプチド化学を専攻するきっかけも齎したことから、矢内原は關屋について「先生は私にとり大恩人でもあります」と評している。なお、矢内原の妻も關屋から指導を受け、京都大学より薬学博士の学位を取得している。
氏名
姓は旧字体の「關屋」、名も旧字体の「實」であり、自身の論文などでもそのように表記されている。一方、姓を「関屋」としたり、名を「実」とするなど、新字体で表記される場合もある。

## 略歴
- 1918年 - 誕生[1]。
- 1940年 - 金沢医科大学附属薬学専門部卒業[1][5]。
- 1940年 - 武田化学薬品入社。
- 1947年 - 武田化学薬品が和光純薬工業に改組[7]。
- 1950年 - 和光純薬工業退職[5]。
- 1950年 - 神戸女子薬科大学薬学部助教授[1][5]。
- 1953年 - 静岡薬科大学薬学部教授[1]。
- 1967年 - 日本薬学会評議員[1]。
- 1976年 - 静岡薬科大学学長事務取扱。
- 1977年 - 日本薬学会理事[1]。
- 1978年 - 日本薬学会東海支部支部長[1]。
- 1984年 - 静岡薬科大学退職[5]。
- 1984年 - 静岡薬科大学名誉教授[1][5]。
- 1988年 - 日本薬学会有功会員[1]。
- 1996年 - 死去[1]。

## 賞歴
- 1956年 - 日本薬学会奨励賞[1][10]。
- 1983年 - 宮田専治学術振興会学術賞[1][11]。

## 栄典
- 1991年 - 勲三等旭日中綬章[1]。

## 著作

### 単著
- 関屋実著『反応有機化学』南江堂、1970年。全国書誌番号:69000227

### 寄稿、分担執筆、等
- 『静岡薬科大学開学5週年記念論文集』静岡薬科大学、1958年。全国書誌番号:59003297
- 静岡薬科大学編『静岡薬科大学開学十周年記念論文集』静岡薬科大学、1963年。全国書誌番号:77009205
- 静岡薬科大学編『静岡薬科大学開学二十周年記念論文集』静岡薬科大学、1973年。全国書誌番号:77009206

### 註釈
1. ↑  金沢医科大学は、第四高等学校、石川師範学校、金沢高等師範学校、石川青年師範学校、金沢工業専門学校と統合され、1949年に金沢大学が設置された。
2. ↑  『ファルマシア』32巻4号の「故関屋實氏の略歴」には「昭和25年6月 薬学博士（東京大学）授与」[1]と記載されている。しかし、国立国会図書館のページには「学位授与年月日 1950-09-14」[6]と記載されている。いずれにせよ、1950年に授与されたことは間違いないとみられる。
3. ↑  薬学博士の学位は、1991年7月1日以降の博士（薬学）の学位に相当する。
4. ↑  武田化学薬品株式会社は、1947年に和光純薬工業株式会社に改組された[7]。
5. ↑  『ファルマシア』32巻4号の「故関屋實氏の略歴」には「昭和15年4月 和光純薬株式会社入社」[1]と記載されている。しかし、『藥學雜誌』70巻9号(關屋實 1950)には「和光純薬工業株式会社?究部」と記載されている。したがって、『ファルマシア』の「和光純薬株式会社」[1]とは和光純薬工業株式会社を指すとみられる。ただし、「昭和15年4月」[1]時点で和光純薬工業株式会社はまだ存在していない[7]。したがって、実際に入社したのは和光純薬工業株式会社の前身である武田化学薬品株式会社とみられる。
6. ↑  和光純薬工業株式会社は、富士フイルムファインケミカルズ株式会社と合併し、2018年に富士フイルム和光純薬株式会社に改組された[7]
7. ↑  神戸女子薬科大学は、1994年に神戸薬科大学に改組された[8]。
8. ↑  静岡薬科大学は、静岡女子大学、静岡女子短期大学と統合され、1987年に静岡県立大学が設置された[9]。
9. ↑  勲三等旭日中綬章は、2003年11月3日以降の旭日中綬章に相当する。

## 関連人物
- 石館守三
- 伊藤敬一
- 伊藤四十二
- 上尾庄次郎
- 鵜飼貞二